# Barrytown (New York)
Barrytown est une census-designated place du comté de Dutchess, dans l'État de New York, aux États-Unis,. En 2020, elle compte une population de 100 habitants.